# Didierea
Genre
Didierea est un genre de plantes de la famille des Didiereaceae.

## Liste d'espèces
Selon Catalogue of Life (9 décembre 2018), GRIN (9 décembre 2018), World Checklist of Selected Plant Families (WCSP) (9 décembre 2018), NCBI (9 décembre 2018) et The Plant List (9 décembre 2018) :
- Didierea madagascariensis Baill. (1880)
- Didierea trollii Capuron & Rauh (1961)

Selon Tropicos (9 décembre 2018) (Attention liste brute contenant possiblement des synonymes) :
- Didierea ascendens Drake
- Didierea comosa Drake
- Didierea dumosa Drake
- Didierea madagascariensis Baill.
- Didierea mirabilis Baill.
- Didierea procera Drake
- Didierea trollii Capuron & Rauh